# Tanxugueiras
Tanxugueiras (galicische Aussprache: [tanʃuˈɣejɾɐs̺]) ist ein seit 2016 aktives spanisches Musiktrio, bestehend aus Aida Tarrío und den Schwestern Olaia und Sabela Maneiro. Die Gruppe orientiert sich stilistisch sowohl an der Pop- als auch an der Weltmusik und mischt dies mit Elementen der galicischen Folklore. Die Liedtexte werden fast ausschließlich in galicischer Sprache gesungen. Hierbei stehen unter anderem feministische Themen im Vordergrund. Der Name der Gruppe leitet sich toponomastisch vom galicischen Wort für Dachs ab.
Die Gruppe nahm Ende Januar 2022 mit ihrem Lied „Terra“ am spanischen Vorentscheid zum Eurovision Song Contest teil und wurde trotz einer überwältigenden Mehrheit bei der Telefonabstimmung aufgrund der niedrigen Platzierung der Jury nicht zur Teilnahme des ESC in Turin nominiert. Die Jurybewertung rief landesweite Kritik hervor.

## Bandgeschichte

### Beginn
Die Schwestern Sabela und Olaia begannen bereits im Alter von vier Jahren, sich mit traditioneller galicischer Musik zu beschäftigen. Aida spielt seit ihrem zehnten Lebensjahr Tamburin. Im Jahr 2017 wurde ein Video eines gemeinsamen Auftritts in Glasgow mit der Gruppe A Banda das Crechas in sozialen Medien beliebt. Im gleichen Jahr erschien ihr Beitrag zum Lied „Pepa“ auf der ersten CD der Gruppe A banda da loba.

### 2018: Tanxugueiras
Im Jahr 2018 erschien ihr erstes Album mit dem gleichen Namen wie die Gruppe, mit dem sie den Premio MIN für das beste Album in galicischer Sprache 2018 gewannen.

### 2019: Contrapunto
Mitte 2019 gewann die Gruppe den Premio Martín Códax da Música in der Kategorie traditionelle galicische Musik und Folk.
Im November desselben Jahres erschien das zweite Album der Gruppe: Contrapunto, produziert von Tanxugueiras selbst in Kooperation mit Isaac Palacín. Das Album enthält sowohl traditionelle „Perfida“ und „Miña Nai“ als auch eher an elektronische oder Popmusik erinnernde Lieder wie „Malquerenza“ oder „Desposorio“.

### 2020–2021: Weitere Singles
Nach dem Album Contrapunto begann Tanxugueiras eine Kooperation mit dem Musiker Iago Pico und orientierte sich musikalisch vermehrt am Trap.
Im Juni 2020 veröffentlichten sie ihre Single „Telo“, im Februar 2021 eine weitere mit dem Namen „Midas“.

### 2022: „Terra“ und Benidorm Fest
Im Dezember 2021 bestätigte das öffentlich-rechtliche Spanische Fernsehen TVE die Teilnahme der Tanxugueiras am Benidorm Fest 2022, dem spanischen Vorentscheid zum Eurovision Song Contest 2022. Ihr Beitrag „Terra“ erreichte dabei bereits vorher Klickzahlen von über 500.000 auf Plattformen wie YouTube oder Spotify.
Im Halbfinale am 26. Januar 2022 erhielt „Terra“ eine auffallend niedrige Jurybewertung, was vom Publikum lautstark kritisiert wurde. Aufgrund einer hohen Bewertung des Publikums erreichte die Gruppe dennoch als Zweitplatzierte das Finale. Auch hier fiel die Jurywertung ähnlich schlecht wie im Halbfinale aus. Mit über 70 % waren die Tanxugueiras aber bei der Telefonabstimmung mit Abstand vorn und landeten so gesamt auf dem dritten Platz.
Im Anschluss an den Wettbewerb gelangten Tanxugueiras zum ersten Mal in die spanischen Single-Charts. „Terra“ erreichte Platz sieben, die gemeinsam mit Rayden veröffentlichte Single „Averno“ erreichte Platz 81.

## Diskografie

### Alben
| Jahr | Titel        | Details                                                   | Singles              |
| ---- | ------------ | --------------------------------------------------------- | -------------------- |
| 2018 | Tanxugueiras | - Veröffentlichung: 2018 - Format: CD, Digital, Streaming | Xota de Bembibre     |
| 2018 | Tanxugueiras | - Veröffentlichung: 2018 - Format: CD, Digital, Streaming | Que non mo neguen    |
| 2019 | Contrapunto  | - Veröffentlichung: 2019 - Format: CD, Digital, Streaming | Desposorio           |
| 2019 | Contrapunto  | - Veröffentlichung: 2019 - Format: CD, Digital, Streaming | Perfidia             |
| 2019 | Contrapunto  | - Veröffentlichung: 2019 - Format: CD, Digital, Streaming | Malquerenza          |
| 2022 | –            | - Veröffentlichung: – - Format: –                         | Midas                |
| 2022 | –            | - Veröffentlichung: – - Format: –                         | Telo (mit Dj Mil)    |
| 2022 | –            | - Veröffentlichung: – - Format: –                         | Coda (mit Chalart58) |
| 2022 | –            | - Veröffentlichung: – - Format: –                         | Figa                 |
| 2022 | –            | - Veröffentlichung: – - Format: –                         | Terra                |
| 2022 | –            | - Veröffentlichung: – - Format: –                         | Averno (mit Rayden)  |